# Sævar Jónsson
Sævar Jónsson (født 22. juli 1958) er en islandsk tidligere fodboldspiller (forsvarer), der spillede 64 kampe for Islands landshold.
På klubplan spillede Jónsson adskillige år i den hjemlige liga hos Valur i Reykjavik, og havde også et fire år langt ophold i belgiske Cercle Brugge.
Jónsson blev i 1988 kåret til Årets fodboldspiller i Island.